# Август Праченський
Август Праченський (нім. August Prachensky; 29 квітня 1890 — 16 вересня 1965, Ґрац) — австро-угорський, австрійський і німецький офіцер, генерал-майор вермахту (1 грудня 1944).

## Біографія
Син вчителя Венцеля Праченського і його дружини Юлії. 18 серпня 1909 року вступив в австро-угорську армію. Учасник Першої світової війни, служив в саперних частинах. Після війни продовжив службу в австрійській армії. З 1 лютого 1936 року —комендант інженерного дивізіону, відповідав за підготовку однорічних добровольців. Після аншлюсу 15 березня 1938 року автоматично перейшов у вермахт. З 1 липня 1938 року — командир 80-го інженерного батальйону, сформованого з 1-го Віденського інженерного батальйону австрійських збройних сил. 10 листопада 1938 року був переведений в штаб 68-го залізничного інженерного полку. З 26 серпня 1939 року — командир 68-го запасного залізничного інженерного батальйону в Ам-Меллензе. 15 грудня 1939 року переведений в штабу керівника інженерних частин північної прикордонної ділянки. З 1 квітня 1940 року — командир інженерних частин 47, з 5 грудня 1940 року — 10. Учасник Німецько-радянської війни. З 26 серпня 1943 року — комендант 1033-ї польової комендатури в Хорватії. 8 травня 1945 року потрапив у полон і був екстрадований в Югославію, а потім звільнений.

## Нагороди
- 2 срібні і бронзова медаль «За військові заслуги» (Австро-Угорщина) з мечами
- Хрест «За військові заслуги» (Австро-Угорщина) 3-го класу з військовою відзнакою і мечами
- Військовий Хрест Карла
- Пам'ятна військова медаль (Австрія) з мечами
- Золотий знак «За заслуги перед Австрійською Республікою»
- Пам'ятна військова медаль (Угорщина) з мечами
- Хрест «За вислугу років» (Австрія) 2-го класу для офіцерів (25 років)
- Почесний хрест ветерана війни з мечами
- Медаль «За вислугу років у Вермахті» 4-го, 3-го, 2-го і 1-го класу (25 років)
- Хрест Воєнних заслуг 2-го і 1-го класу з мечами